# Liste der Einträge im National Register of Historic Places im Mingo County
Diese Liste der Einträge im National Register of Historic Places im Mingo County enthält alle im Mingo County, West Virginia in das National Register of Historic Places eingetragenen Gebäude, Bauwerke, Objekte, Stätten oder historischen Distrikte.
Diese Liste entspricht dem Bearbeitungsstand des National Park Service/National Register of Historic Places vom 27. September 2024.

## Legende
| NRHP | Historic Place                      |
| NHLD | National Historic Landmark District |
| HD   | National Historic District          |

## Aktuelle Einträge
| [ 2 ] | Name                         | Bild                         | Eintragsdatum                 | Lage | Ort        | Beschreibung |
| ----- | ---------------------------- | ---------------------------- | ----------------------------- | --- | ---------- | ------------ |
| 1     | Coal House                   | weitere Bilder               | 6. März 1980 ID-Nr. 80004297  | 2nd Ave. und Court Street 37° 40′ 19″ N, 82° 16′ 40″ W                                                                               | Williamson |              |
| 2     | Hatfield Cemetery            |                              | 28. Nov. 1980 ID-Nr. 80004033 | südlich von Newtown an der County Route 6 37° 37′ 59″ N, 82° 5′ 39″ W                                                                | Newtown    |              |
| 3     | Matewan Historic District    | weitere Bilder               | 27. Apr. 1993 ID-Nr. 93000303 | zwischen der McCoy Alley, Railroad Alley, Mate St. und Warm Hollow 37° 37′ 21″ N, 82° 9′ 55″ W                                       | Matewan    |              |
| 4     | Mountaineer Hotel            | weitere Bilder               | 21. März 1997 ID-Nr. 97000265 | 31 E. 2nd Ave. 37° 40′ 24″ N, 82° 16′ 42″ W                                                                                          | Williamson |              |
| 5     | R. T. Price House            |                              | 10. Jan. 1991 ID-Nr. 90001989 | 2405 W. Third Avenue 37° 40′ 36″ N, 82° 18′ 5″ W                                                                                     | Williamson |              |
| 6     | Elven C. Smith House         |                              | 22. Aug. 2002 ID-Nr. 02000899 | 210 Little Oak Street 37° 40′ 39″ N, 82° 16′ 39″ W                                                                                   | Williamson |              |
| 7     | Williamson Field House       |                              | 15. Dez. 2011 ID-Nr. 11000930 | 1703 W. 3rd Avenue 37° 40′ 40,2″ N, 82° 17′ 31,5″ W                                                                                  | Williamson |              |
| 8     | Williamson Historic District | Williamson Historic District | 15. Nov. 2006 ID-Nr. 06001045 | zwischen der Norfold & Western Eisenbahnstrecke und der Pritchard, Popular, Park, Mulberry und Elm Sts. 37° 40′ 31″ N, 82° 16′ 30″ W | Williamson |              |